# Néo-martyr

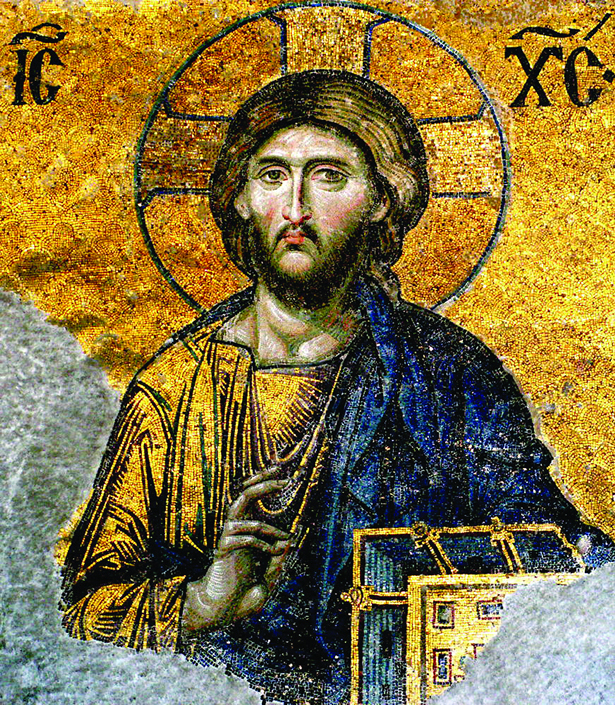
Christ Pantocrator, mosaïque, Hagia Sophia.

L'Église orthodoxe honore comme néo-martyrs des fidèles assassinés en haine de la foi au cours des derniers siècles, notamment quand des pays chrétiens sont tombés aux mains de pouvoirs criminels.
Bon nombre de néo-martyrs sont des Grecs, ou des chrétiens d'Orient, exécutés pour avoir refusé de se convertir à l'islam, pour avoir déclaré leur foi ou pour être revenus au christianisme, à partir du VIIe siècle et en particulier pendant la période de l'occupation turque. Certains sont des Roumains victimes de la réforme calviniste en Transylvanie. D'autres sont des Russes liquidés par le pouvoir soviétique.

## Néo-martyrs grecs
Patriarches de Constantinople :
- Cyrille I Loukaris, premier martyr du patriarcat, destitué, torturé, son corps a été jeté dans le Bosphore (27-6-1638)
- Cyrille II Kontaris, pendu (24-6-1640)
- Parthénios I, empoisonné (8-9-1646)
- Parthénios II, étranglé (16-5-1651)
- Parthénios III, pendu (24-3-1657)
- Gabriel II patriarche de Constantinople, torturé et pendu (3-12-1659)
- Méletios II, torturé et décédé des suites de ses blessures (1769) (information douteuse et date erronée)
- Grégoire V patriarche de Constantinople, pendu (22-4-1821)
- Cyrille VI, pendu le 18 avril 1821 à Andrinople, où il avait été exilé
- Eugène II, lynché lors d'une émeute, il mourut des suites de ses blessures le 22 juillet 1822

Grands dignitaires ou autres personnalités :
- Théodore Gabras (Gavras), gouverneur du Pont : capturé et martyrisé par les Turcs Danichmendides (2-10-1099)
- Athanase II, patriarche melkite de Jérusalem : tué par les Khwarezmiens avec d'autres chrétiens réfugiés dans le Saint-Sépulcre (24-8-1244)
- Séraphin (Σεραφείμ) de Bezila/Μπεζηλά dans les Agrapha, évêque de Fanári Kardítsas (Thessalie) : empalé à Fanári Kardítsas (4-12-1601)
- Gabriel métropolite de Gános/Γάνος/Ganoz et de Chôra/Χώρα/Hoşköy : torturé puis pendu à Brousse (3-12-1659)
- Gabriel archevêque en Serbie : torturé puis pendu à Brousse (13-12-1659)
- Zacharie métropolite de Corinthe : torturé puis décapité à Corinthe (30-3-1684)
- Constantin II prince de Valachie : décapité (16-8-1714)
- Chrysostome métropolite de Smyrne : tué à coups de couteau (27-8-1922)

Moines, clercs et laïcs :
- Nicétas d'Ancyre, lecteur : brûlé vif à  Nysse avec sa mère et deux compagnons (décembre 1282)
- Michel : décapité à  Alexandrie sous Andronic II Paléologue (1282-1328, probablement vers 1311-1325)
- Théodore le Jeune : brûlé vif à Melagina, Bithynie (vers 1369)
- Georges de Sofia, soldat : brûlé vif à Andrinople (26-3-1437)
- Irène de Mytilène, fillette de douze ans : torturée puis brûlée vive (1463, fêtée le 9-4 avec ses compagnons de martyre Raphaël, prêtre et higoumène, et Nicolas, moine)
- André de Chio (Andreas ὁ Ἀργέντης) : martyrisé à l'âge de 27 ans, à  Constantinople, en ayant les articulations fracassées et le corps découpé en lambeaux (29-5-1465)
- Michel Mavroeides : décapité à Andrinople (peu avant 1480 ; fêté le 17-2)
- Jean de Trébizonde, commerçant : torturé puis décapité à Asprokastro/Akkerman (en roumain Cetatea Albă) (12-6-1492)
- Georges le Serbe, de Kratovo, apprenti orfèvre : frappé à mort sur le bûcher, à Sofia, à l'âge de 18 ans (11-2-1515)
- Joasaph disciple de saint Niphon de Constantinople : torturé puis décapité à Constantinople (26-10-1516)
- Jacques, né près de Kastoria, moine au Mont Athos etc., et ses deux disciples Jacques diacre et Denys moine : torturés pendant 17 jours puis pendus à Andrinople (1-11-1520)
- Jean de Jannina, tailleur : brûlé vif à Jannina (18-4-1526)
- Macaire (Μακάριος) moine au Mont Athos et disciple de saint Niphon patriarche de Constantinople : martyr volontaire, décapité à Constantinople en 1527 (fête le 14-9)
- Michel Mavroudis de Granitsa (région des Agrapha), boulanger : brûlé vif à Thessalonique (21-3-1544, fêté le 10-3)
- Théophane (Θεοφανής) caloyer : martyr volontaire, mutilé puis exécuté par supplice du croc, à Constantinople (8-6-1559)
- Démètre (Δημήτριος) Tornaras : décapité (sans mention de lieu) (19-3-1564)
- Doukas de Mytilène, tailleur : bel adolescent calomnié par une aristocrate dont il a repoussé les avances, est écorché puis exécuté par supplice du croc (24-4-1564)
- Damien de Ρίχοβο (actuelle Αγία Τριάδα Καρδίτσας, Thessalie), moine au Mont Athos puis ascète itinérant : brûlé vif à Larissa (13/14-2-1568)
- Jean de Galata dit ὁ Κάλφας (l'Apprenti), ébéniste : décapité à Constantinople (26-2-1575)
- Philothée d'Athènes, moniale : battue à mort (19-2-1589)
- Nicolas de Metsovo, ancien apprenti boulanger à Trikkala : martyr volontaire, brûlé vif à Trikkala (17-5-1617)
- Théophile de Zante/Zakynthos, marin, turquisé de force : brûlé vif à Chio (24-7-1635)
- Marc le Crétois : martyr volontaire, décapité à Smyrne (14-5-1643)
- Jourdan (Ἰορδάνης) de Trébizonde, chaudronnier : décapité à Trébizonde (2-11-1650)
- Jean de Thasos, tailleur (ράφτης) : décapité à l'âge de 15 ans, à Constantinople (20-12-1652)
- Anastase de Nauplie, artiste peintre : condamné à la décollation, mais lynché par la foule turque, qui le coupe en morceaux, à Nauplie (1-2-1655)
- Nicolas Karamanos ou Kassetis : torturé puis pendu à Smyrne (19-3, ou 6-12, 1657)
- Démètre (Δημήτριος) de Philadelphie/Alaşehir, Anatolie : torturé à mort à l'âge de 25 ans (2-6-1657)
- Jean le Navigateur ou le Capitaine (ὁ Ναύκληρος) : brûlé vif dans l'île de Cos (8-4-1669)[2]
- Athanase de Ghio (près de Nicée) ou de Kios : décapité à Constantinople (24-7-1670)
- Nicolas l'épicier (ὁ Παντοπώλης), de Karpenísi : torturé, puis décapité à Constantinople, à l'âge de 15 ans (23-9-1672)
- Gabriel de l'île de Halonè/Ἀλώνη en Proconnèse (en turc Paşalimanı), moine puis psalte à Constantinople : décapité à Constantinople (2-2-1676)
- Cyprien, du village de Klètzos, région des Agrapha, moine et prêtre au Mont Athos : martyr volontaire, décapité à Constantinople (5-7-1679)
- Stamatios du Pélion, né à Hagios Georgios Nèleías Magnèsías : décapité près de Sainte-Sophie de Constantinople (16-8-1680)
- Angelis (Ἀγγελής) de Constantinople, orfèvre dans cette ville : décapité à Constantinople (1-9-1680)
- Damascène (Le —, Δαμασκηνός), nom civil Diamantis/Διαμαντής, de Galata de Constantinople, moine au Mont Athos : martyr volontaire, décapité au Phanar de Constantinople (13-11-1681).
- Ahmed le Calligraphe : affamé puis décapité à Constantinople (3-5-1682)[3]
- Paul le Russe : capturé enfant par les Tatars et vendu à Constantinople, où il fut plus tard décapité (6/19-4-1683)
- Élie Ardounis (Ἡλίας ὁ Ἀρδούνης), ex-coiffeur, devenu moine au Mont Athos : martyr volontaire, brûlé vif à Kalamata (31-1-1686)
- Théodore des Dardanelles, fabricant d'huile de sésame à Constantinople : torturé puis décapité à Constantinople (2-8-1690)
- Romain de Karpenísi : martyr volontaire, torturé puis décapité à Constantinople (5-1-1694)
- Athanase d'Attaleia : décapité à  Smyrne vers 1700 (fête le 7-1)
- Auxentios de Vella (près de Jannina), venu travailler à Constantinople comme fourreur puis comme nautonier : martyr volontaire, décapité à Constantinople un 15 janvier, vers 1720.
- Pachôme (Παχώμιος) de Petite Russie, vendu par les Tatars à un Turc d'Uşak, puis moine au Mont Athos : martyr volontaire, décapité à Uşak (21-5-1730)
- Nicétas de Nisyros : torturé puis décapité lentement à Chio, à l'âge de 15 ans (21-6-1732)
- Theocharis de Nevşehir : ayant refusé de se convertir à l'islam, fut lapidé et pendu (20-8-1740)
- Anastase Gounaras ("le Pelletier" ou "le Fourreur"), hiéromoine à Hagios Vlasios : décapité à Jannina (8-7-1743)
- Christos (Χρήστος) le Jardinier, originaire d'Albanie : décapité à Constantinople (12-2-1748)
- Kyranna ou plutôt Kyranè (Κυράνη) d'Abyssoka près de Thessalonique : torturée pendant six jours et enfin tuée à coups de bûche à Abyssoka (28-2-1751)
- Démos d'Uzunköprü, pêcheur : torturé puis décapité à Smyrne (10-4-1763)[4]
- Akylina de Zagliveri/Ζαγκλιβέρι en Chalcidique : battue à mort, à l'âge de 19 ans (27-9-1764)
- Michel le Jardinier, d'Athènes : décapité à Athènes à l'âge de 20 ans circa (1770 ; fêté le 7 ou le 9 juillet)
- Damascène de Tyrnavos, diacre et hiéromoine au Mont Athos : pendu à Svichtov, Bulgarie (16-1-1771)
- Michel de Vourlá, artisan soyeux : décapité à Smyrne à l'âge de 18 ans (16-4-1772)
- Jean de Monemvasia : tué au couteau par un Turc, à 18 ans, pour avoir refusé de se convertir à l'islam (21-10-1773)
- Antoine l'Athénien, serviteur : égorgé à Constantinople (5-2-1774)
- Athanase de Koulakia/Chalastra (ὁ Κουλακιώτης) : pendu à Thessalonique à l'âge de 25 ans (8-9-1774)
- Jean de Koulakia/Chalastra (ὁ Κουλακιώτης), enseignant au Mont Athos  : pendu à Thessalonique (15-2-1776)
- Christodoulos de Válta près de Kassándra de Chalcidique, fabricant de bure (ἀμπατζής) à Thessalonique : martyr volontaire, pendu à Thessalonique (28-7-1777, fête le 27-7)
- Cosmas d'Étolie, moine et prédicateur : étranglé à Kolkondas, Albanie moderne (24-8-1779)
- Zacharie d'Arta, fourreur à Patras : martyr volontaire, torturé à mort (jambes arrachées) à Patras (20-1-1782)
- Jean le Bulgare, moine au Mont Athos : martyr volontaire, décapité à l'extérieur de Sainte-Sophie de Constantinople (1784, sans date de fête)
- Théodore, dit un temps Hadji-Théodore, de Mytilène, moine au Mont Athos : martyr volontaire, pendu à Mytilène (30-1-1784)
- Trois martyrs anonymes de Brakhori/Agrinion : pendus (1786)[5]
- Manuel de Sfakiá en Crète : égorgé à Chio (15-3-1792)
- Myron de Megálo Kástro, Héraklion, tailleur : pendu à Megálo Kástro (20-3-1793)
- Alexandre de Thessalonique, chrétien devenu derviche, puis revenu au christianisme et martyr volontaire : décapité à Smyrne (26-5-1794)
- Anastase le Bulgare, de Radovets, employé dans une armurerie : torturé à mort à  Thessalonique, à l'âge de 20 ans (8-8-1794)
- Polydore de Nicosie, grammatikos : torturé puis pendu à Yeni Kuşadası (3-9-1794)
- Georges de Philadelphie, sellier, puis ascète au Mont Athos : martyr volontaire, torturé puis décapité après son retour dans son village (2-10-1794)
- Théodore dit "de Byzance", né à Neochôri de Constantinople, artiste peintre : martyr volontaire, torturé puis pendu à Mytilène (17-2-1795)
- Zláta (appelée en grec Chrysè/Χρυσή) de Slátena (village du pays de Meglen/Μογλένα, à présent Ἀλμωπία en Macédoine Centrale, Grèce) : découpée en morceaux à coups de poignard (13-10-1795)
- Georges dit "de Néapolis", prêtre : décapité près de Malakopè/Derinkuyu, province de Nevşehir, Cappadoce (3-11-1797)
- Constantin d'Hydra, moine au Mont Athos : martyr volontaire, torturé et finalement étranglé dans sa prison à Rhodes (14-12-1800)
- Georges de Samos : décapité à Kuşadası (5-4-1801)[6],[7]
- Démètre (Δημήτριος) de Chio, employé de commerce : décapité à Constantinople (29-1-1802)
- Luc d'Andrinople, moine au Mont Athos : martyr volontaire, pendu à Constantinople (23-3-1802)
- Nannos (ou Jean) de Thessalonique, apprenti : martyr volontaire, décapité à Smyrne (29-5-1802)
- Démètre (Δημήτριος) de Samarina du Pinde, moine : torturé à mort sur l'ordre d'Ali Pacha (17-8-1808)
- Angelis d'Argos, ex-médecin ayant exercé à Kuşadası : décapité (3-12-1813)
- Ignace de Stara Zagora (Bulgarie), moine au Mont Athos : martyr volontaire, pendu à Constantinople (8-10-1814)
- Onuphre (Ὀνούφριος) de Tarnovo, moine et diacre au Mont Athos : martyr volontaire, torturé puis décapité à Chio (4-1-1818)
- Georges de Rhapsanè (Ραψάνη) près de Larissa (Thessalie) : torturé puis décapité à Tyrnavos à l'âge de 19 ou 20 ans (5-3-1818)
- Christophe le Dionysiate, d'Andrinople, premier nom Christodoulos, tailleur, puis moine au Mont Athos : martyr volontaire, torturé puis décapité à Andrinople (16-4-1818)
- Gédéon le Karakallènos, premier nom Nicolas, de Kapourna de Démétriade, moine et diacre au Mont Athos : martyr volontaire, retourné au village de sa jeunesse, arrêté et martyrisé à Tyrnavos en ayant les pieds et les mains coupés (30-12-1818)
- Constantin "l'ex-Agarène" (τῶν Ἀγαρηνῶν), de Psilometopo de Mytilène, fruitier à Smyrne puis moine au Mont Athos : musulman converti au christianisme, torturé puis pendu à Constantinople (2-6-1819)
- Panaghiotis, serviteur : décapité à Jérusalem (5-4-1820)[8]
- Timothée l'Esphigménite, moine au Mont Athos : décapité à Andrinople (29-10-1820)
- Benediktos de Serrès, libérateur : torturé et finalement exécuté à Thessalonique en 1821 (fêté le 12 juin avec Synésios de Triglia, Timothée de Bérée et Paul de Jannina)
- Timothée de Bérée, libérateur : torturé et finalement exécuté à Thessalonique en 1822 (fêté le 12 juin avec Synésios, Benediktos et Paul)
- Synésios de Triglia, libérateur : torturé et finalement exécuté à Thessalonique en 1824 (fêté le 12 juin avec Benediktos, Timothée et Paul)
- Paul de Jannina, libérateur : torturé et finalement exécuté à Thessalonique en 1824 (fêté le 12 juin avec Synésios, Benediktos et Timothée)
- Angelis, son frère Manuel et leurs cousins Georges et Nicolas, de Mélampes, dème Hagios Vasilios, Réthymnon, Crète : torturés et décapités à Réthymnon (28-10-1824)
- Georges le Foustanellas, de Τζούρχλη (aujourd'hui 'Αγιος Γεώργιος Γρεβενών en Macédoine-Occidentale), palefrenier : torturé puis pendu à Jannina (17-1-1838)
- Georges de Fournés (Φουρνές), province de Chydonia, nome de La Canée, Crète : coupé en morceaux dans sa vingtième année (7-2-1866)

## Néo-martyrs géorgiens
- Artchil Ier le Martyr, prince de Kakhétie : décapité le 21-6-786
- Gobron, commandant militaire : décapité pour son refus de se convertir à l'islam (17-11-914)
- Cent mille martyrs de Tbilissi : massacrés par Jalal ad-Din le 9 mars 1226
- Luc Moukhaïze, dit Luc de Jérusalem, diacre : décapité à Jérusalem sur l'ordre d'un notable musulman (12-2-1277)
- Nicolas (Nicoloz) Dvali, moine : décapité à Jérusalem sur l'ordre de l'émir Tenkiz (19-10-1314)
- Martyrs du Monastère de David Garedja, Géorgie : plus de 6000 moines massacrés par les Iraniens musulmans safavides commandés par le chah Abbas Ier (nuit de Pâques 1615)[9]
- Ketevan reine de Kakhétie : longuement torturée et finalement mise à mort par les Safavides de Géorgie (13-9-1624)
- Bidzina Cholokashvili, prince de Kakhétie, Shalva, prince d'Aragvi et son oncle Elizbar, prince de Ksani : décapités sur l'ordre d'Abbas II en 1661 (mémoire le 18 septembre, à présent le 1er octobre)
- Anthime le Géorgien, métropolite de Valachie en 1708 : capturé enfant par les Turcs et envoyé à Constantinople ; tué par des soldats turcs (27-9-1716)
- Georges le Géorgien (Zorzes) : pendu à Mytilène (2-1-1770)

## Néo-martyrs russes
- Jean Alexandrovich Kochurov, archiprêtre et missionnaire : fusillé par les Bolchéviques à Tsarskoïe Selo le 31 octobre 1917
- Vladimir métropolite de Kiev : exécuté par les Bolchéviques dans la laure des Grottes de Kiev le 25 janvier 1918
- Hermogenes (Georgii Yefremovich Dolganyov), évêque de Tobolsk et de Sibérie : noyé par les Bolchéviques le 29 juin 1918
- Andronik Nikolsky, évêque de Perm et Solikamsk : fusillé le 7 juillet 1918
- Élisabeth de Hesse-Darmstadt, grande-duchesse de Russie et religieuse de la congrégation des Sœurs des Saintes-Marthe-et-Marie : jetée et enterrée vivante dans un puits de mine, à Alapaïevsk, le 17/18 juillet 1918 (fête le 5-7)
- Platon (Paul Kulbusch), évêque de Reval (aujourd'hui Talinn) : exécuté le 14 janvier 1919
- Benjamin de Pétrograd, métropolite de Saint-Pétersbourg et Gdov : fusillé dans la forêt de Kovalevsky, le 13 août 1922
- Alexandre Hotovitzky, missionnaire : fusillé le 19 août 1937
- Pierre de Kroutitsy, locum tenens du patriarche de Moscou : fusillé à Tcheliabinsk le 10 octobre 1937
- Paul Florensky, théologien, philosophe et mathématicien : exécuté près de Saint-Pétersbourg le 8 décembre 1937
- Séraphim Chichagov, métropolite de Saint-Pétersbourg : fusillé dans le Polygone de Boutovo le 11 décembre 1937
- Vladimir Benechevitch, universitaire russe : fusillé à Saint-Pétersbourg le 27 janvier 1938

## Documents en liens externes
- Notice sur Ahmet le calligraphe
- Trois néo-martyrs de Jannina